# Il condominio
Il condominio, pubblicato anche come Condominium (High Rise nell'originale inglese) è un romanzo distopico di J. G. Ballard pubblicato nel 1975.
La storia è interamente ambientata in un grattacielo-condominio di nuova generazione costruito in una zona residenziale di Londra. I suoi abitanti, a causa di una serie di piccoli blackout e dissidi fra vicini, in breve tempo regrediscono sia nei comportamenti che nello stile di vita alla condizione di uomini primitivi.

## Trama
Le vicende del romanzo si sviluppano nell'arco di tre mesi all'interno di un grattacielo londinese di lusso, mentre altre quattro costruzioni gemelle sono a diversi stadi di preparazione. L'edificio sembra offrire ai condomini tutte le comodità della vita moderna: piscine, scuola materna, banca, parrucchiere, sauna, ristorante, palestra, supermercato e ascensori ad alta velocità. Gli appartamenti sono strutturati in modo differente a seconda del piano di appartenenza: quelli ai piani più bassi sono più piccoli e, quindi, più economici; per contro, man mano che si sale verso i piani più alti, gli appartamenti diventano sempre più grandi e costosi, fino ad arrivare all'attico: l'appartamento più chic di tutto l'edificio, abitato da uno degli architetti del grattacielo, Anthony Royal.
La crisi esplode una sera in cui si festeggia l'occupazione dell'ultimo appartamento: una insana euforia prende i condomini che, approfittando di un black-out, cominciano a comportarsi in modo trasgressivo. Superato un primo limite, gli abitanti si convincono che la vita reale non sia più quella esterna (come il lavoro), ma che solo le azioni intraprese all'interno del grattacielo siano importanti. Si susseguono così episodi che portano a vandalizzare gli impianti (elettricità, servizi igienici, smaltimento dei rifiuti), a insudiciare gli spazi comuni, ad aggregarsi in bande violente che compiono missioni punitive. Ben presto molte persone si trasferiscono senza dare nell'occhio, mentre quelli che rimangono, vedono ogni giorno Paul Crossland uscire per fare l'annunciatore radiofonico e temono che questi riveli al mondo quel che sta succedendo da loro.
Invece, nell'indifferenza generale, la decostruzione del condominio procede a suon di furti, omicidi e persino episodi (descritti come possibili) di cannibalismo. Un regista, Richard Wilder, compie la sua simbolica scalata all'ultimo piano, dove trova Royal e lo uccide, ma il premio per l'impresa è una regressione totale di Wilder, il quale si affida come un bimbo a una comune di donne (tra le quali c'è sua moglie). Le donne sono le vincitrici degli eventi, perché sono riuscite a pulire l'ultimo piano del grattacielo e chi viene accolto da loro. rinasce a nuova vita. Non diversamente, il dottor Laing, che si è ricavato uno spazio sicuro, si applica a sfamare le sue due donne, sempre in un'ottica di vita primordiale. Dal suo balcone, Laing vede il condominio a lui più vicino, in cui si è completata la vendita e l'occupazione di tutti gli appartamenti: Laing sa che ora la sorte del grattacielo gemello è segnata ed egli si sente come uno spettatore privilegiato.

## Personaggi
- Anthony Royal, ricco architetto che ha creato il palazzo. Vive nell'attico con un bellissimo cane.
- Robert Laing, giovane medico, non ha mai curato un paziente e si è dedicato all'insegnamento.
- Richard Wilder, regista televisivo. Da tempo vuole girare un documentario sulla vita nel condominio, ma in sé coltiva il sogno di raggiungere l'attico per sfidare Royal e strappargli la supremazia nel palazzo.
- Alice, sorella maggiore di Laing.
- Eleanor, diviene la compagna di Laing in un ménage a tre con Alice.
- Helen, moglie di Wilder, da lui abbandonata al secondo piano (con i loro due bimbi) e ritrovata nell'attico a capo di una laboriosa e disciplinata comune di donne.
- Paul Crossland, annunciatore radiofonico: è l'unico che mantiene il proprio lavoro e ogni giorno rientra nel grattacielo.

## Opere derivate
Dal romanzo è stato tratto il film High-Rise - La rivolta del 2015 diretto da Ben Wheatley, con protagonista Tom Hiddleston. La colonna sonora è realizzata da Clint Mansell.

## Edizioni
- James Graham Ballard, High Rise, 1975.
- James Graham Ballard, Condominium, collana Urania n° 707, Mondadori, 1976.
- Lebron James, figlio d'arte dei condomini,2003.
- James Graham Ballard, Il Condominio, traduzione di Paolo Lagorio, collana Universale economica Feltrinelli n° 1755, Feltrinelli, 2003,  p. 192, ISBN 88-07-81755-1.